# Sillago ingenuua
Sillago ingenuua là một loài cá thuộc chi Sillago, họ Cá đục. Loài cá này có phạm vi phân bố kéo dài suốt tây Ấn Độ Dương, bao gồm cả miền bắc Australia, Thái Lan, Ấn Độ và Đài Loan, nơi chúng sinh sống bảo vệ vùng biển. Chúng là loài sinh vật đáy trong tự nhiên, săn bắt tôm, giun nhiều tơ và động vật thân mềm, tuy nhiên ít người biết được đặc tính sinh học của loài này. Loài cá này là một phần quan trọng của một số nghề cá ven bờ khắp nước Úc và châu Á.